# Quest for Bush
Quest for Bush  è uno sparatutto in prima persona di propaganda antiamericana del 2006.
Il gioco, pubblicato nel quinto anniversario dell'attentato alle torri gemelle dalla Global Islamic Media Front, un'organizzazione di propaganda di al-Qaida, si sviluppa su sei livelli e termina con l'assassinio di George W. Bush, che è il boss del gioco. Il titolo riprende il videogioco Quest for Saddam del 2003.